# Nembrotha
Nembrotha Bergh, 1877 è un genere di molluschi nudibranchi della famiglia Polyceridae.

## Distribuzione e habitat
Il genere ha un areale Indo-Pacifico.

## Tassonomia
Il genere comprende le seguenti specie:
- Nembrotha aurea Pola, Cervera & Gosliner, 2008
- Nembrotha chamberlaini Gosliner & Behrens, 1997
- Nembrotha cristata Bergh, 1877
- Nembrotha kubaryana Bergh, 1877
- Nembrotha lineolata Bergh, 1905
- Nembrotha livingstonei Allan, 1933
- Nembrotha megalocera Yonow, 1990
- Nembrotha milleri Gosliner & Behrens, 1997
- Nembrotha mullineri Gosliner & Behrens, 1997
- Nembrotha purpureolineata O'Donoghue, 1924
- Nembrotha rosannulata Pola, Cervera & Gosliner, 2008
- Nembrotha yonowae Goethel & Debelius, 1992

### Alcune specie

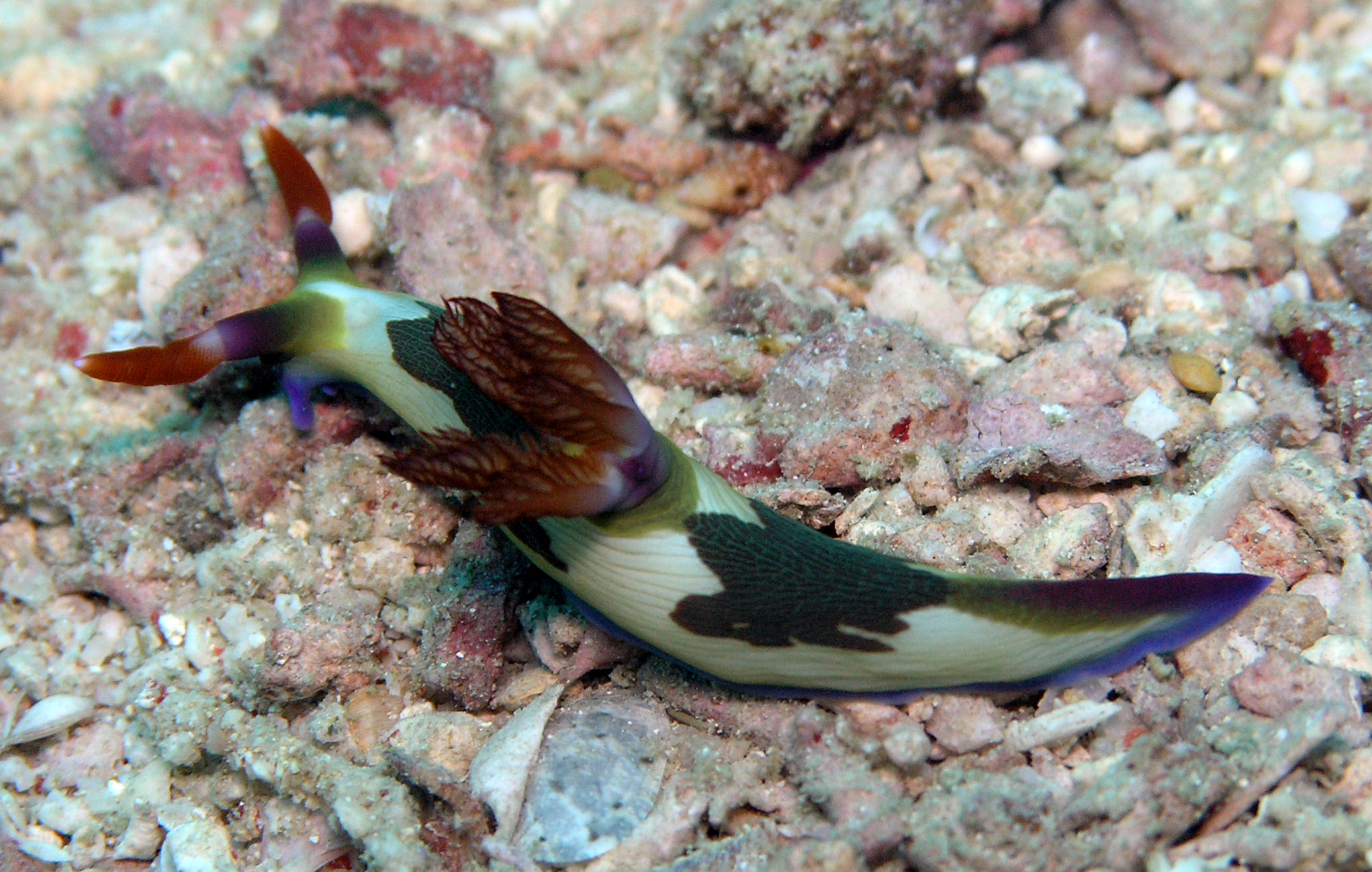
Nembrotha chamberlaini
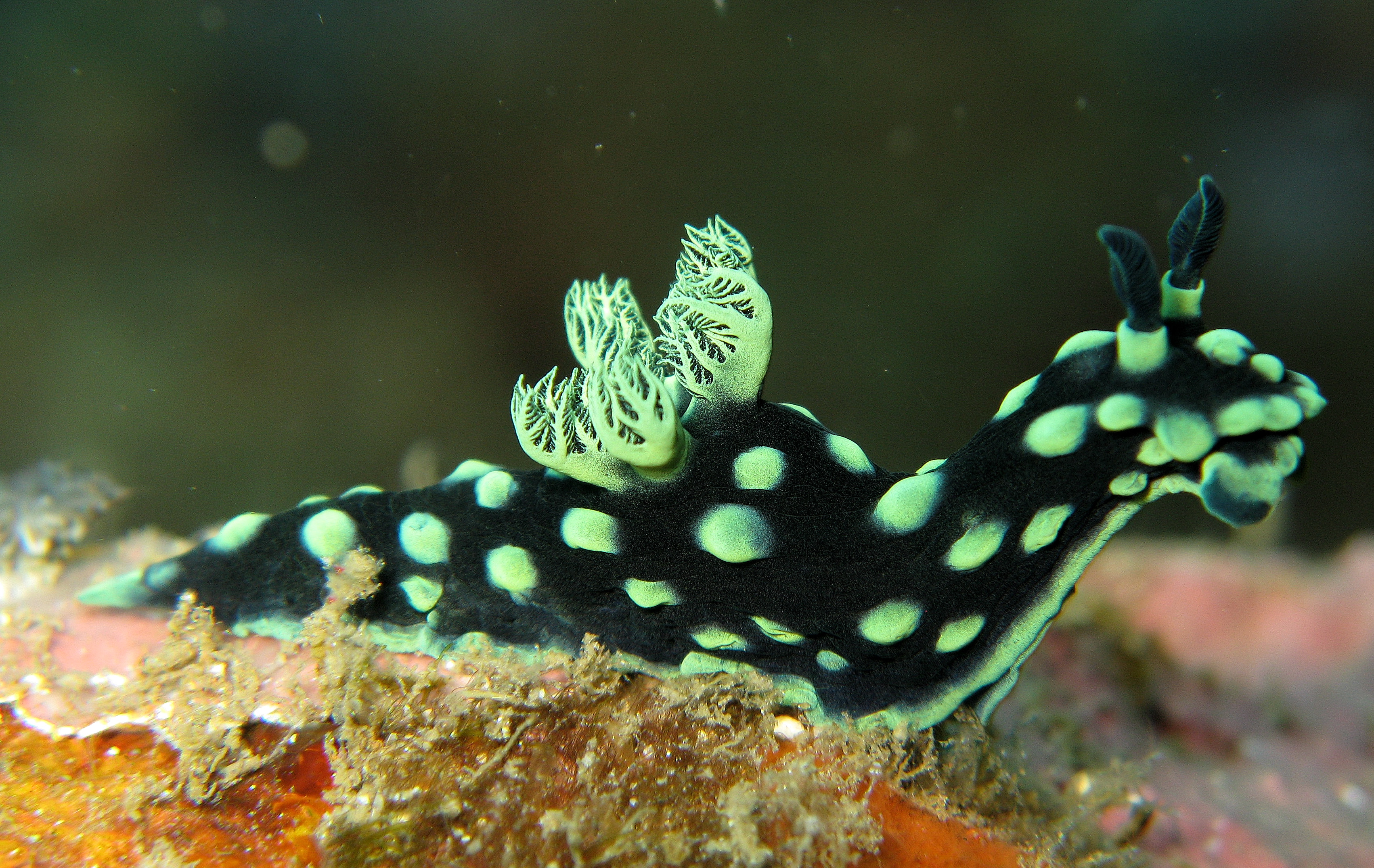
Nembrotha cristata
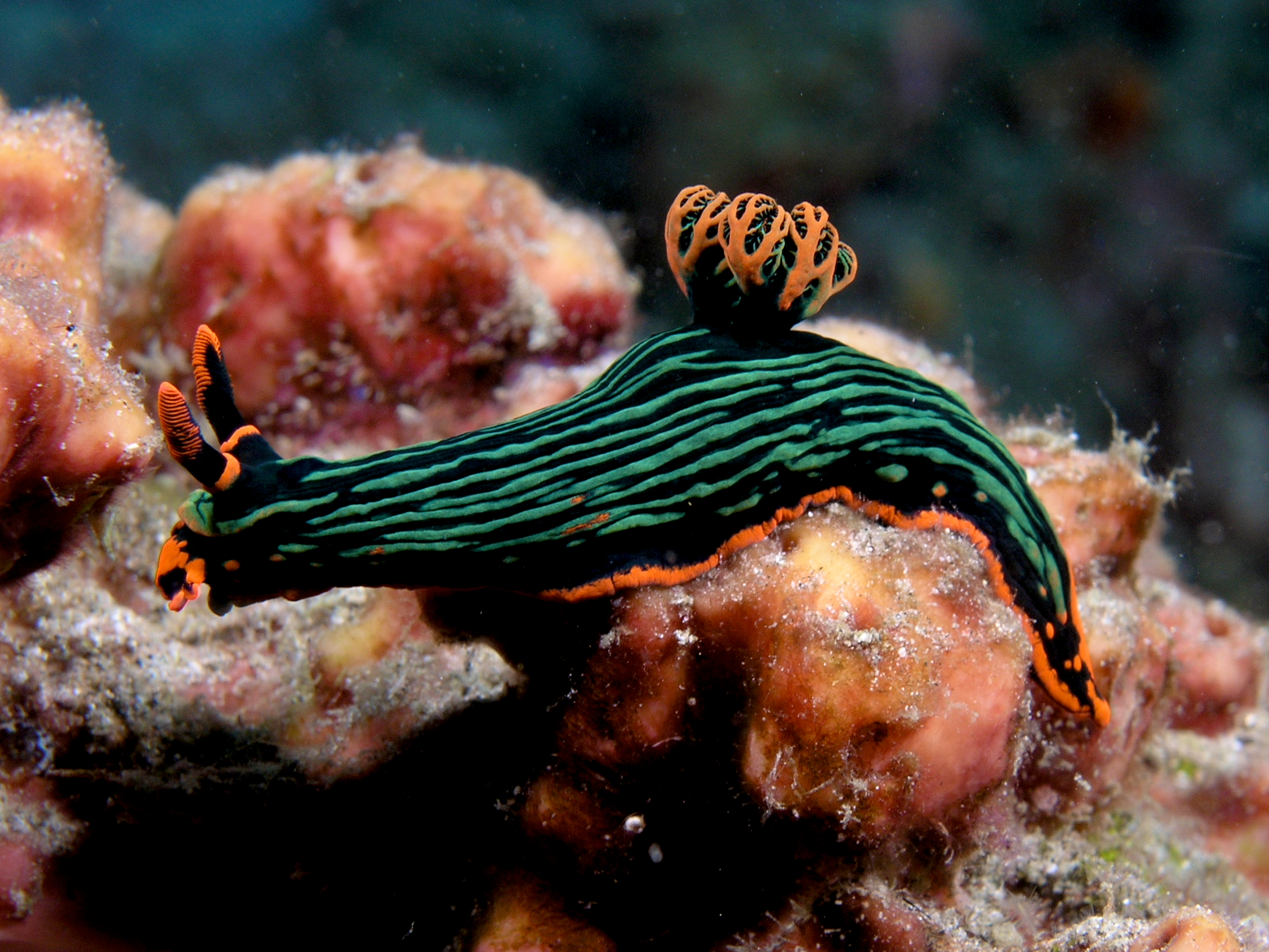
Nembrotha kubaryana
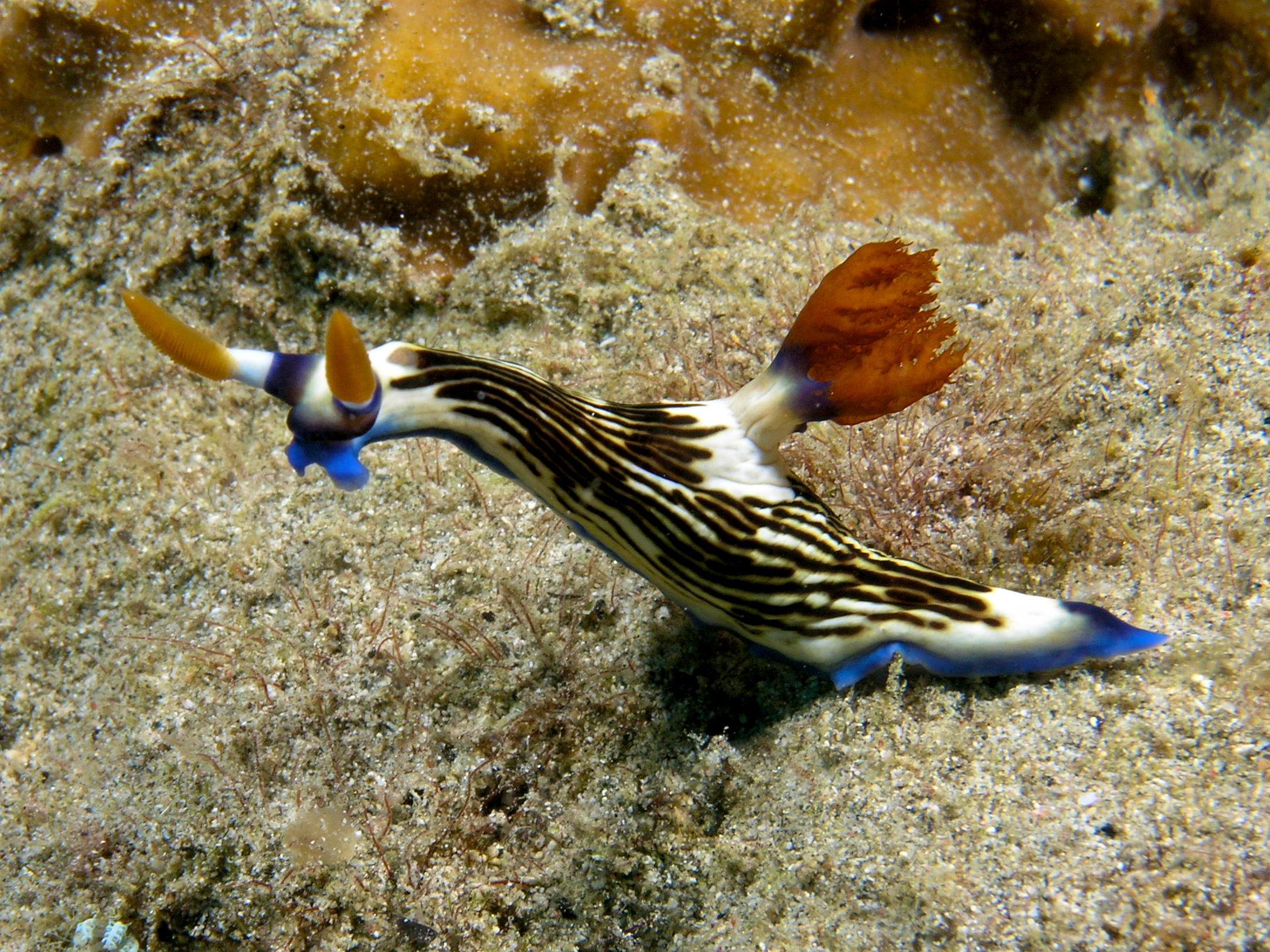
Nembrotha lineolata
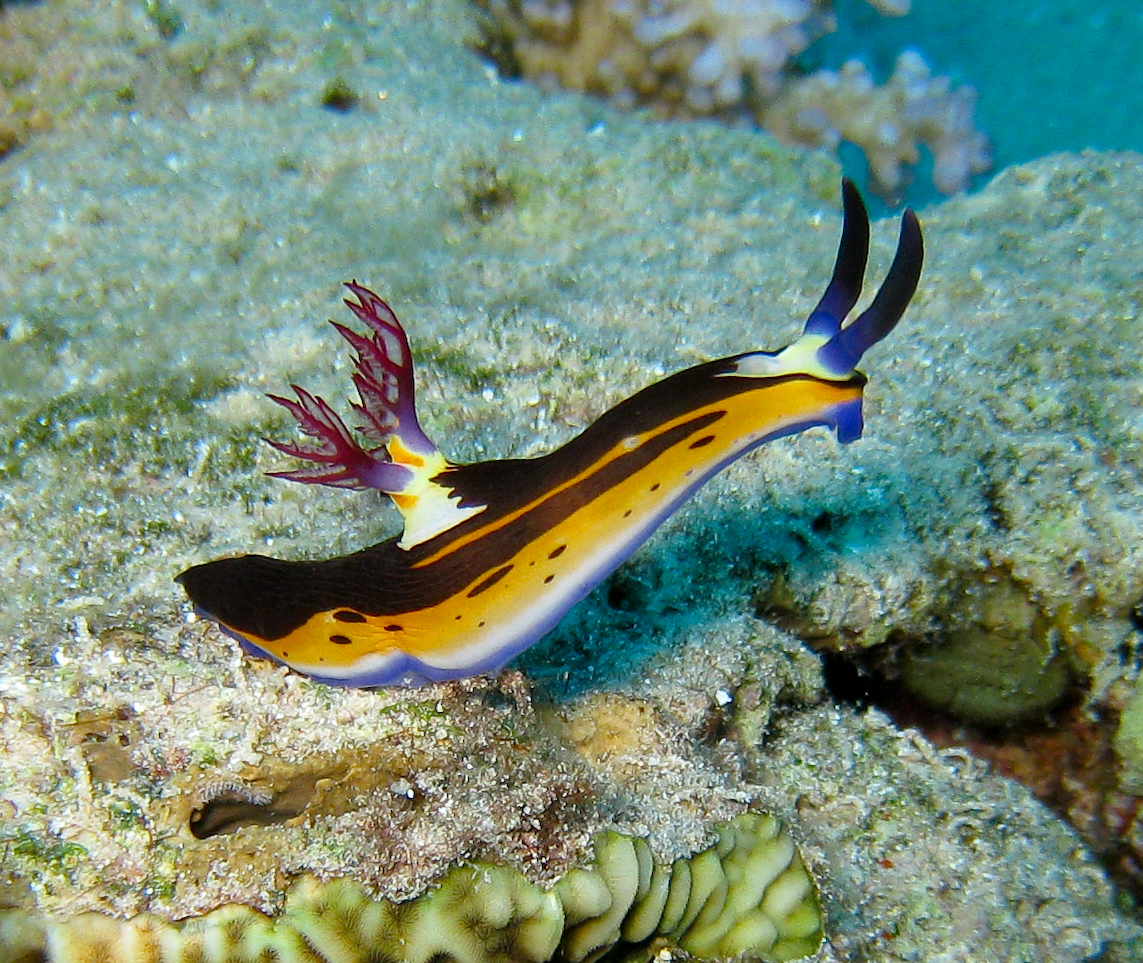
Nembrotha megalocera
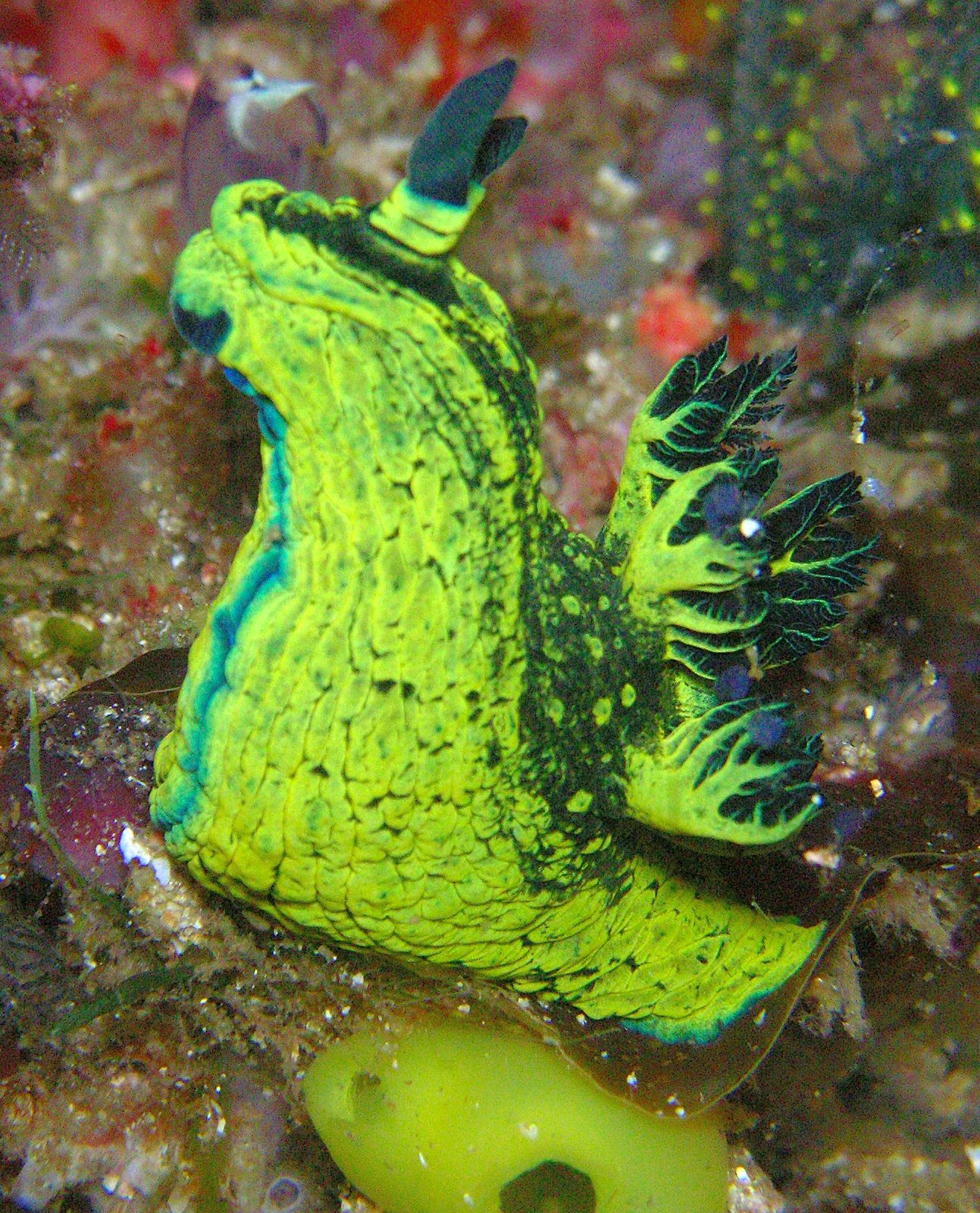
Nembrotha milleri
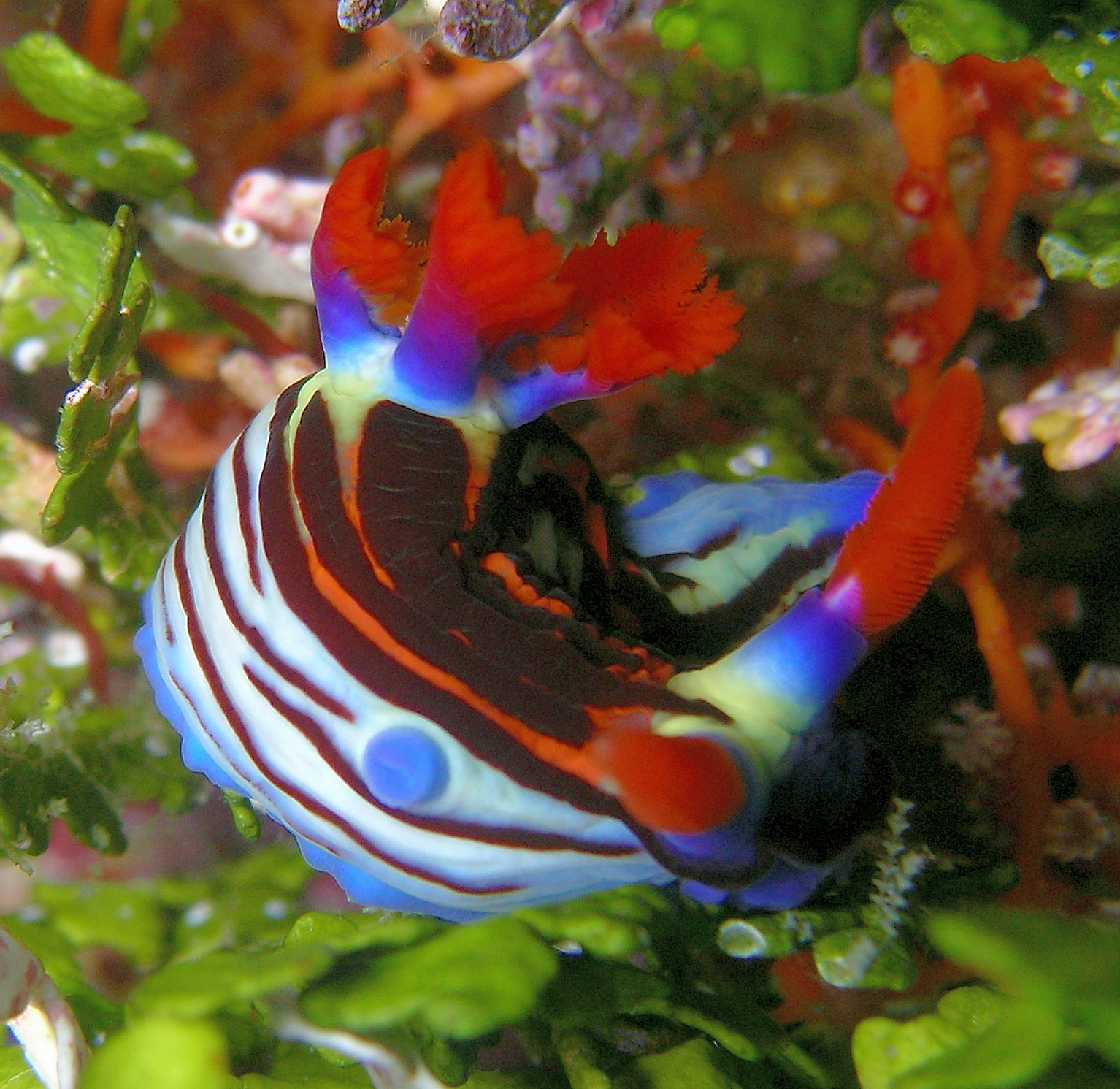
Nembrotha purpureolineata
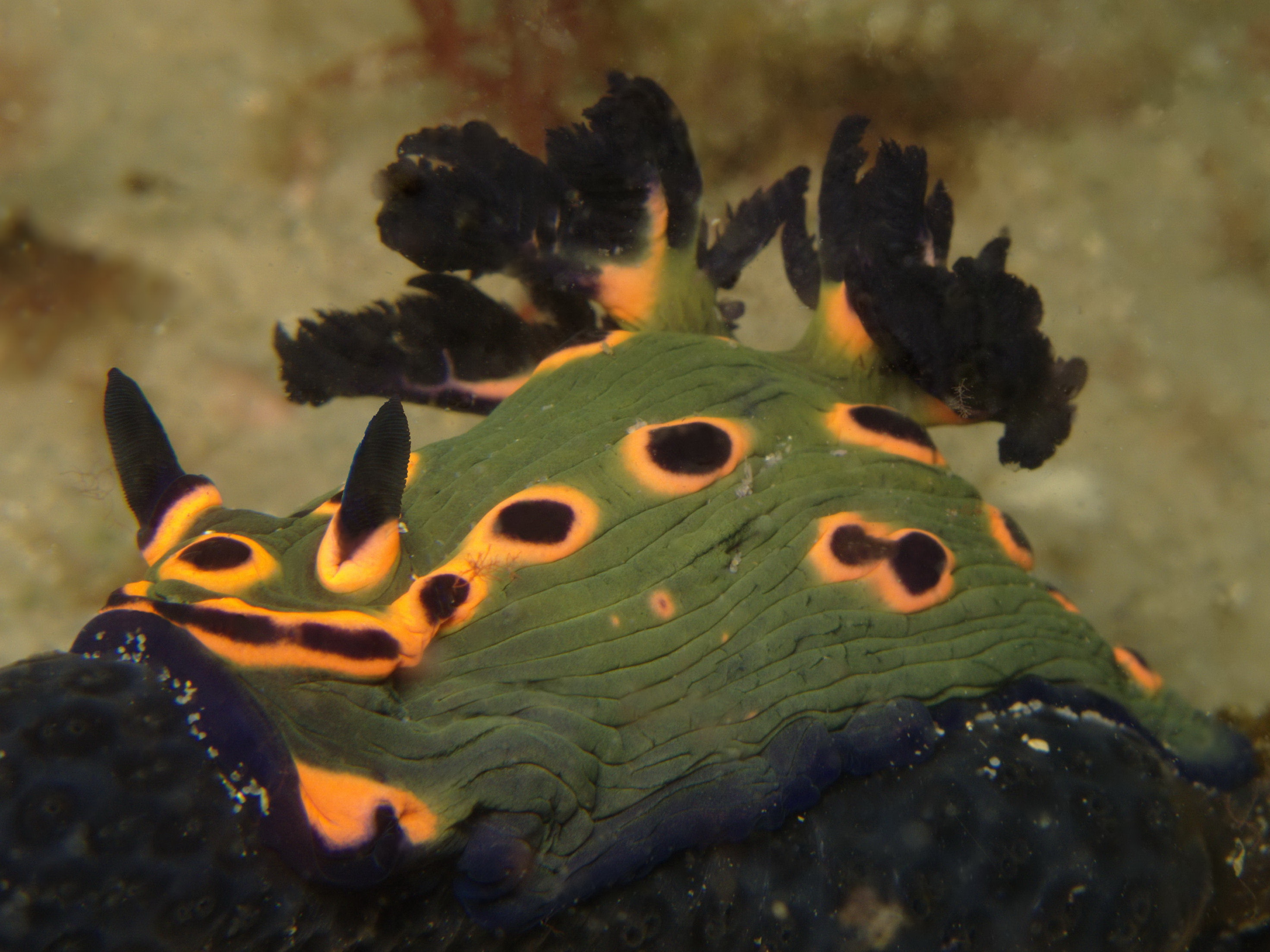
Nembrotha rosannulata